# Tanyproctus carceli
Tanyproctus carceli är en skalbaggsart som beskrevs av Leon Fairmaire 1884. Tanyproctus carceli ingår i släktet Tanyproctus och familjen Melolonthidae. Inga underarter finns listade i Catalogue of Life.